# Списак тренера који су освојили ФИБА Куп европских шампиона и Евролигу у кошарци
ФИБА Куп европских шампиона било је кошаркашко такмичење основано 1958. Под тим називом и у организацији Међународне кошаркашке федерације (ФИБА) одржавало се сваке године све до 1992. када је преименовано у ФИБА Европска лига. Од 1996. званичан назив такмичења био је ФИБА Евролига. Године 2000. дошло је до расцепа у европској клупској кошарци и до организовања два одвојена такмичења у којем су се надметали европски кошаркашки клубови; с једне стране је била Супролига, коју је организовала ФИБА, а с друге Евролига, коју је организала Унија европских кошаркашких лига (УЛЕБ). Од сезоне 2001/02. најјаче клупско кошаркашко такмичење у Европи игра се под окриљем УЛЕБ-ове организације Euroleague Basketball и носи назив Евролига.
Први освајач такмичења био је Александар Гомељски. Највише титула клупског првака Европе освојио је Жељко Обрадовић; укупно је девет пута био шампион Европе и то с пет различитих клубова. Еторе Месина, Божидар Маљковић, Педро Ферандиз и Александар Гомељски су четири пута освајали такмичење те деле друго место по броју освојених титула. Тренери из Србије су највише пута освајали титуле шампиона Европе (деветнаест пута).

## Списак победника по сезонама
Легенда
| dagger | Члан Кошаркашке куће славних                     |
| *      | Члан Куће славних ФИБА                           |
| *      | Члан Кошаркашке куће славних и Куће славних ФИБА |

| Сезона                       | Тренер                                               | Клуб                                                 |
| ---------------------------- | ---------------------------------------------------- | ---------------------------------------------------- |
| 1958.                        | Александар Гомељски*                                 | АСК Рига                                             |
| 1958/59.                     | Александар Гомељски*                                 | АСК Рига                                             |
| 1959/60.                     | Александар Гомељски*                                 | АСК Рига                                             |
| 1960/61.                     | Јевгениј Алексејев                                   | ЦСКА Москва                                          |
| 1961/62.                     | Отар Коркија                                         | Динамо Тбилиси                                       |
| 1962/63.                     | Јевгениј Алексејев                                   | ЦСКА Москва                                          |
| 1963/64.                     | Хоакин Ернандез Галего                               | Реал Мадрид                                          |
| 1964/65.                     | Педро Ферандиз*                                      | Реал Мадрид                                          |
| 1965/66.                     | Чезаре Рубини*                                       | Симентал Милано                                      |
| 1966/67.                     | Педро Ферандиз*                                      | Реал Мадрид                                          |
| 1967/68.                     | Педро Ферандиз*                                      | Реал Мадрид                                          |
| 1968/69.                     | Арменак Алачачјан                                    | ЦСКА Москва                                          |
| 1969/70.                     | Александар Николић*                                  | Игнис Варезе                                         |
| 1970/71.                     | Александар Гомељски*                                 | ЦСКА Москва                                          |
| 1971/72.                     | Александар Николић*                                  | Игнис Варезе                                         |
| 1972/73.                     | Александар Николић*                                  | Игнис Варезе                                         |
| 1973/74.                     | Педро Ферандиз*                                      | Реал Мадрид                                          |
| 1974/75.                     | Сандро Гамба                                         | Игнис Варезе                                         |
| 1975/76.                     | Сандро Гамба                                         | Мобилђирђи Варезе                                    |
| 1976/77.                     | Ралф Клајн                                           | Макаби Тел Авив                                      |
| 1977/78.                     | Лоло Саинз                                           | Реал Мадрид                                          |
| 1978/79.                     | Богдан Тањевић*                                      | Босна                                                |
| 1979/80.                     | Лоло Саинз                                           | Реал Мадрид                                          |
| 1980/81.                     | Руди Дамико                                          | Макаби Тел Авив                                      |
| 1981/82.                     | Валерио Бјанкини                                     | Сквиб Канту                                          |
| 1982/83.                     | Ђанкарло Примо                                       | Форд Канту                                           |
| 1983/84.                     | Валерио Бјанкини                                     | Банко ди Рома                                        |
| 1984/85.                     | Мирко Новосел*                                       | Цибона                                               |
| 1985/86.                     | Жељко Павличевић                                     | Цибона                                               |
| 1986/87.                     | Ден Питерсон                                         | Трејсер Милано                                       |
| 1987/88.                     | Франко Казалини                                      | Трејсер Милано                                       |
| 1988/89.                     | Божидар Маљковић                                     | Југопластика                                         |
| 1989/90.                     | Божидар Маљковић                                     | Југопластика                                         |
| 1990/91.                     | Жељко Павличевић                                     | ПОП 84                                               |
| 1991/92.                     | Жељко Обрадовић                                      | Партизан                                             |
| 1992/93.                     | Божидар Маљковић                                     | Лимож                                                |
| 1993/94.                     | Жељко Обрадовић                                      | Хувентуд                                             |
| 1994/95.                     | Жељко Обрадовић                                      | Реал Мадрид Тека                                     |
| 1995/96.                     | Божидар Маљковић                                     | Панатинаикос                                         |
| 1996/97.                     | Душан Ивковић*                                       | Олимпијакос                                          |
| 1997/98.                     | Еторе Месина*                                        | Киндер Болоња                                        |
| 1998/99.                     | Јонас Казлаускас                                     | Жалгирис                                             |
| 1999/00.                     | Жељко Обрадовић                                      | Панатинаикос                                         |
| 2000/01. (ФИБА Супролига)    | Пини Гершон                                          | Макаби Тел Авив                                      |
| 2000/01. (УЛЕБ-ова Евролига) | Еторе Месина*                                        | Киндер Болоња                                        |
| 2001/02.                     | Жељко Обрадовић                                      | Панатинаикос                                         |
| 2002/03.                     | Светислав Пешић*                                     | Барселона                                            |
| 2003/04.                     | Пини Гершон                                          | Макаби Тел Авив                                      |
| 2004/05.                     | Пини Гершон                                          | Макаби Тел Авив                                      |
| 2005/06.                     | Еторе Месина*                                        | ЦСКА Москва                                          |
| 2006/07.                     | Жељко Обрадовић                                      | Панатинаикос                                         |
| 2007/08.                     | Еторе Месина*                                        | ЦСКА Москва                                          |
| 2008/09.                     | Жељко Обрадовић                                      | Панатинаикос                                         |
| 2009/10.                     | Шави Пасквал                                         | Регал Барселона                                      |
| 2010/11.                     | Жељко Обрадовић                                      | Панатинаикос                                         |
| 2011/12.                     | Душан Ивковић*                                       | Олимпијакос                                          |
| 2012/13.                     | Јоргос Барцокас                                      | Олимпијакос                                          |
| 2013/14.                     | Дејвид Блат                                          | Макаби Тел Авив                                      |
| 2014/15.                     | Пабло Ласо                                           | Реал Мадрид                                          |
| 2015/16.                     | Димитрис Итудис                                      | ЦСКА Москва                                          |
| 2016/17.                     | Жељко Обрадовић                                      | Фенербахче                                           |
| 2017/18.                     | Пабло Ласо                                           | Реал Мадрид                                          |
| 2018/19.                     | Димитрис Итудис                                      | ЦСКА Москва                                          |
| 2019/20.                     | Сезона је отказана због пандемије ковида 19 у Европи | Сезона је отказана због пандемије ковида 19 у Европи |
| 2020/21.                     | Ергин Атаман                                         | Анадолу Ефес                                         |
| 2021/22.                     | Ергин Атаман                                         | Анадолу Ефес                                         |
| 2022/23.                     | Чус Матео                                            | Реал Мадрид                                          |
| 2023/24.                     | Ергин Атаман                                         | Панатинаикос                                         |
| 2024/25.                     | Шарунас Јасикевичијус                                | Фенербахче                                           |

## Списак вишеструких победника
У доњој табели су наведени тренери који су више пута освајали такмичење. Број у заградама означава колико је титула тренер освојио у одређеном клубу.
| Бр. титула | Тренер              | Клуб(ови)                                                     | Прва титула | Последња титула |
| ---------- | ------------------- | ------------------------------------------------------------- | ----------- | --------------- |
| 9          | / Жељко Обрадовић   | Партизан, Хувентуд, Реал Мадрид, Панатинаикос (5), Фенербахче | 1992.       | 2017.           |
| 4          | Еторе Месина        | Виртус Болоња (2), ЦСКА Москва (2)                            | 1998.       | 2008.           |
| 4          | / Божидар Маљковић  | Сплит (2), Лимож, Панатинаикос                                | 1989.       | 1996.           |
| 4          | Педро Ферандиз      | Реал Мадрид                                                   | 1965.       | 1974.           |
| 4          | Александар Гомељски | АСК Рига (3), ЦСКА Москва                                     | 1958.       | 1971.           |
| 3          | Пини Гершон         | Макаби Тел Авив                                               | 2001.       | 2005.           |
| 3          | Александар Николић  | Варезе                                                        | 1970.       | 1973.           |
| 3          | Ергин Атаман        | Анадолу Ефес (2), Панатинаикос                                | 2021.       | 2024.           |
| 2          | Жељко Павличевић    | Цибона, Сплит                                                 | 1986.       | 1991.           |
| 2          | / Душан Ивковић     | Олимпијакос                                                   | 1997.       | 2012.           |
| 2          | Валерио Бјанкини    | Канту, Виртус Рома                                            | 1982.       | 1984.           |
| 2          | Лоло Саинз          | Реал Мадрид                                                   | 1978.       | 1980.           |
| 2          | Сандро Гамба        | Варезе                                                        | 1975.       | 1976.           |
| 2          | Јевгениј Алексејев  | ЦСКА Москва                                                   | 1961.       | 1963.           |
| 2          | Пабло Ласо          | Реал Мадрид                                                   | 2015.       | 2018.           |
| 2          | Димитрис Итудис     | ЦСКА Москва                                                   | 2016.       | 2019.           |

## Списак победника по државама
У доњој табели су наведене државе одакле су тренери који су освајали такмичење. Број у заградама означава колико је титула тренер освојио у каријери (уколико је вишеструки освајач такмичења).
| Бр. титула | Држава            | Тренери(и)                                                                                               | Прва титула | Последња титула |
| ---------- | ----------------- | --- | ----------- | --------------- |
| 19         | Србија            | Жељко Обрадовић (9), Божидар Маљковић (4), Александар Николић (3), Душан Ивковић (2), Светислав Пешић    | 1970.       | 2017.           |
| 11         | Италија           | Еторе Месина (4), Валерио Бјанкини (2), Сандро Гамба (2), Чезаре Рубини, Ђанкарло Примо, Франко Казалини | 1966.       | 2008.           |
| 11         | Шпанија           | Педро Ферандиз (4), Пабло Ласо (2), Лоло Саинз (2), Чус Матео, Шави Пасквал, Хоакин Ернандез Галего      | 1964.       | 2023.           |
| 6          | Русија            | Александар Гомељски (4), Јевгениј Алексејев (2)                                                          | 1958.       | 1971.           |
| 5          | Израел            | Пини Гершон (3), Ралф Клајн, Дејвид Блат                                                                 | 1977.       | 2014.           |
| 3          | Грчка             | Димитрис Итудис (2), Јоргос Барцокас                                                                     | 2013.       | 2019.           |
| 3          | Хрватска          | Жељко Павличевић (2), Мирко Новосел                                                                      | 1985.       | 1991.           |
| 3          | Турска            | Ергин Атаман                                                                                             | 2021.       | 2024.           |
| 2          | САД               | Руди Дамико, Ден Питерсон                                                                                | 1981.       | 1987.           |
| 2          | Литванија         | Јонас Казлаускас, Шарунас Јасикевичијус                                                                  | 1999.       | 2025.           |
| 1          |                   | |             |                 |
| Црна Гора  | Богдан Тањевић    | 1979. | 1979.       |                 |
| Јерменија  | Арменак Алачачјан | 1969. | 1969.       |                 |
| Грузија    | Отар Коркија      | 1962. | 1962.       |                 |